# 厄特沃什科尼
厄特沃什科尼，是匈牙利绍莫吉州所辖的一个村。总面积27.71平方公里，总人口882，人口密度31.8人/平方公里（2011年1月1日）。